# Mormoops blainvillei
Mormoops blainvillei é uma espécie de morcego da família Mormoopidae.
Pode ser encontrada em Cuba, Jamaica, Hispaniola, Porto Rico, e foi extinta nas Bahamas, Anguilla e Antigua e Barbuda.